# Госпиталь

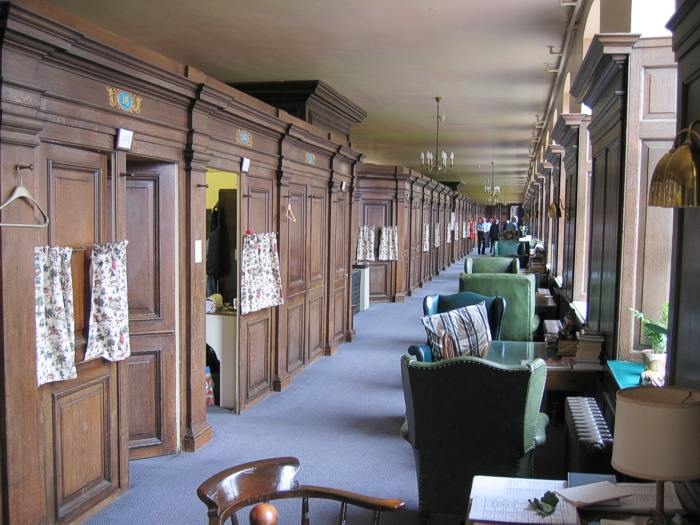
Палаты старинного госпиталя в Челси.

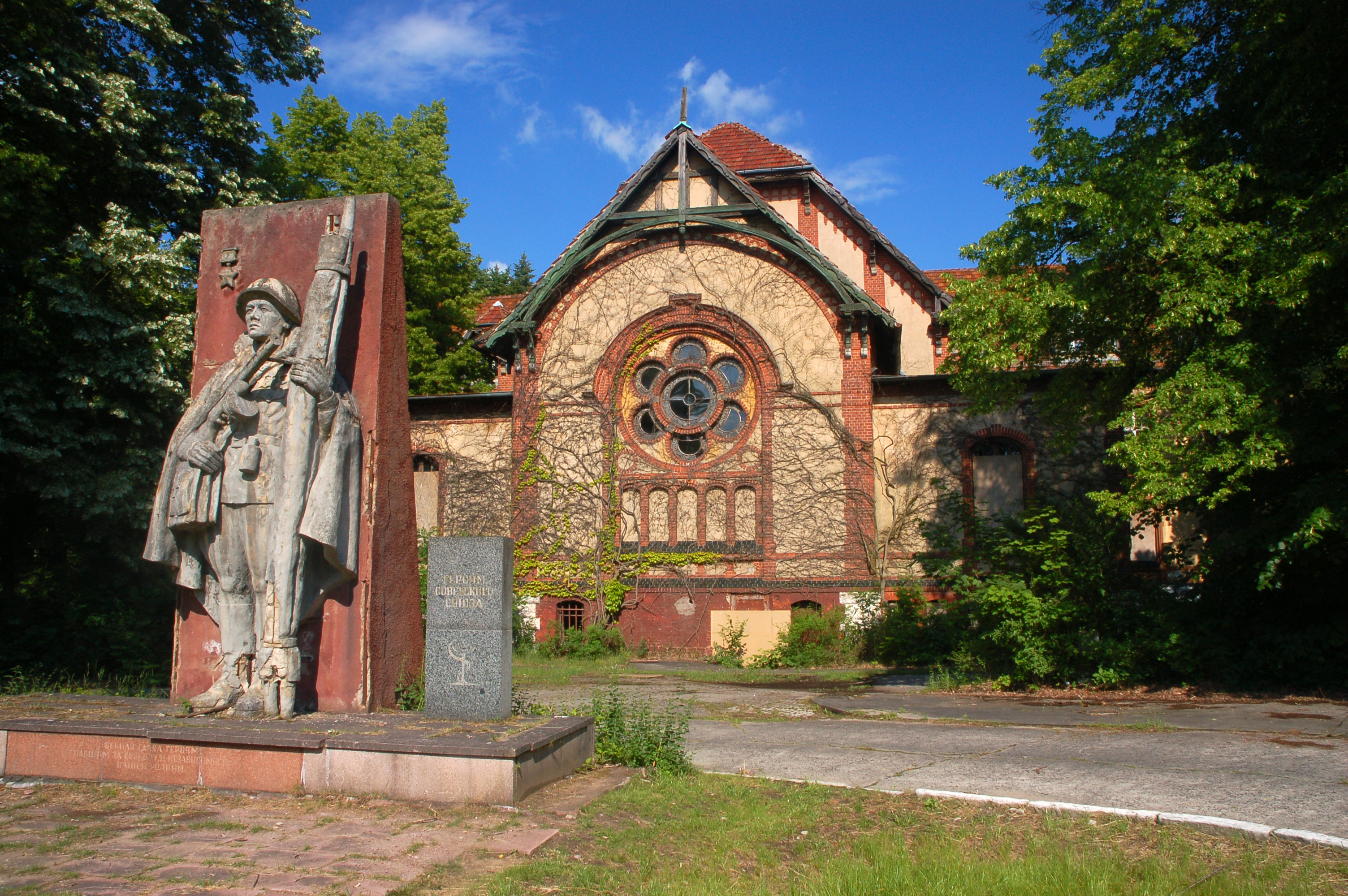
Памятник военврачам-героям перед входом в заброшенный советский госпиталь Белиц-Хайльштеттен, Белиц близ Берлина

Го́спиталь (от лат. hospitalis и от нем. hospital — «гостеприимный», «радушный») — медицинское (лечебное) учреждение вооружённых сил и других силовых ведомств многих государств, предназначенное для оказания медицинской (стационарно-лечебной) помощи военнослужащим. В ряде стран Европы и в США словом hospital называются все лечебные учреждения со стационаром.

## История
Впервые военный госпиталь учреждён в XVI веке в Испанских Нидерландах (для Фландрской армии). В XVIII веке госпиталь пришёл в войска России, Пруссии и Великобритании. К числу старейших госпиталей Европы относятся Гринвичский госпиталь для моряков и военный госпиталь в Челси, возникшие в XVII веке и существующие по сей день. Первый постоянный госпиталь в России был создан в 1706 году в Москве.

### Главный военный клинический госпиталь имени Н. Н. Бурденко

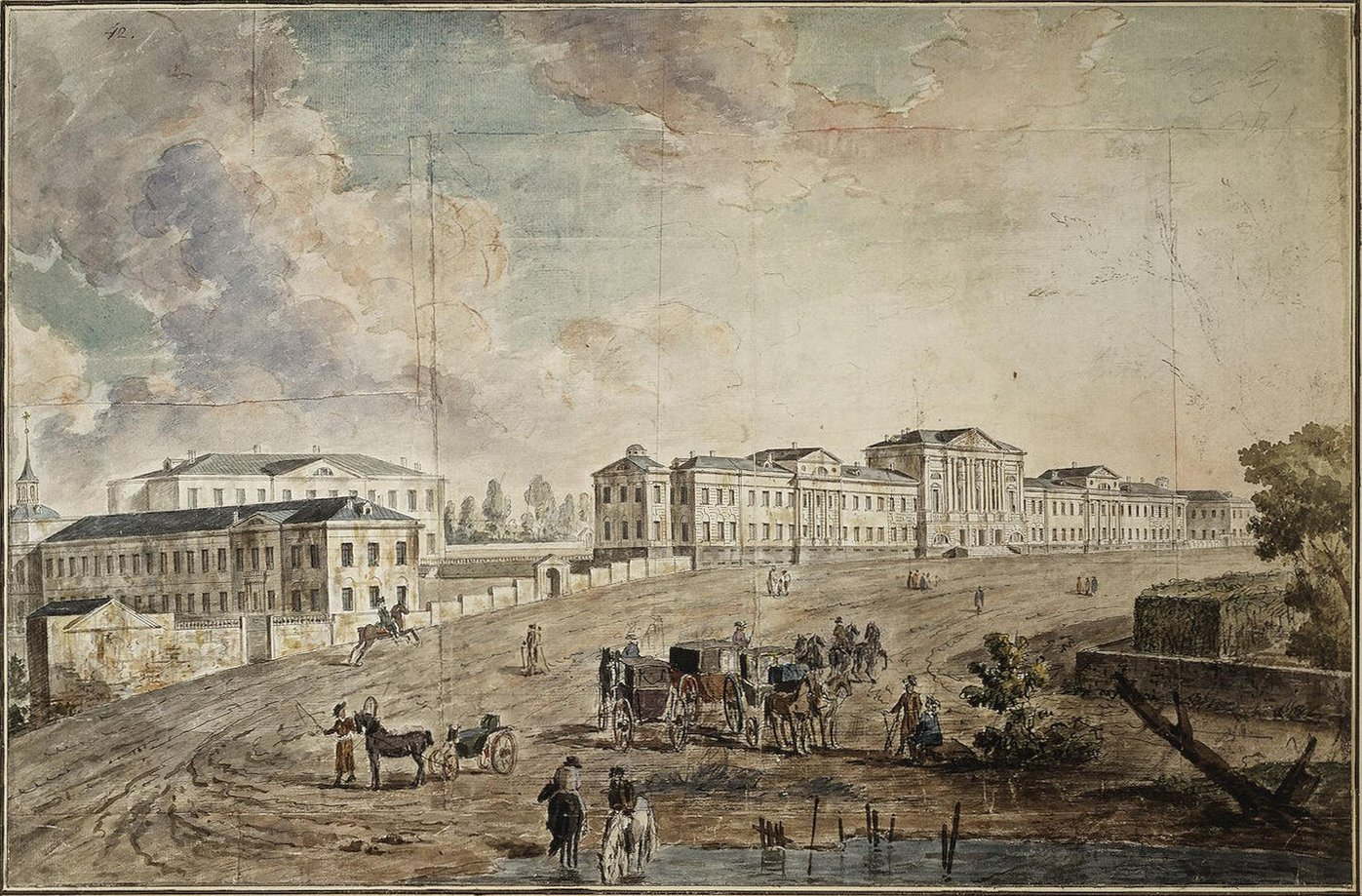
Военный госпиталь в Лефортово, начало XIX века.

Главный военный клинический госпиталь имени Н. Н. Бурденко («Военная Гошпиталь») — одна из крупнейших больниц (1550 коек) — основан в 1707 году в Лефортове по указу Петра Первого и стал первым в России государственным лечебным учреждением. Основателем госпиталя (и первой в России медицинской школы при нём) был Николай Бидлоо, голландский врач, который до этого был личным врачом Петра I: «А у того лечения быть доктору Николаю Бидлоо, да двум лекарям, Андрею Репкину, а другому — кто прислан будет». В фонде Монастырского приказа, хранящегося в РГАДА, есть изложение указа Петра I об основании госпиталя:

В прошлом 1706 г. великий государь и великий князь Петр Алексеевич всеа Великия и Малыя, и Белыя России самодержец указал по имянному своему великого государя указу построить за Яузою-рекою против Немецкой слободы в пристойном месте гошпиталь для лечения болящих людей…— Выпись в Монастырском приказе в доклад боярину И. А. Мусину-Пушкину в деле 1707 года.
Основное здание госпиталя, сохранившееся до наших дней, построено в 1798—1802 по проекту архитектора Ивана Еготова. На территории госпиталя располагался первый в России анатомический центр. Госпиталь выполнял не только лечебную функцию, но и стал первой в России медицинской школой для подготовки лекарей.
Во время Отечественной войны 1812 года он принял свыше 17 тыс. раненых и больных, в Первую мировую войну — около 400 тысяч. Во время Великой Отечественной войны госпиталь продолжал активную работу и назывался Московский коммунистический военный госпиталь № 393. За триста лет в госпитале пролечено около 4 млн человек. В нём работали Склифосовский, Пирогов и другие известные российские врачи.

### Военный госпиталь в Челси

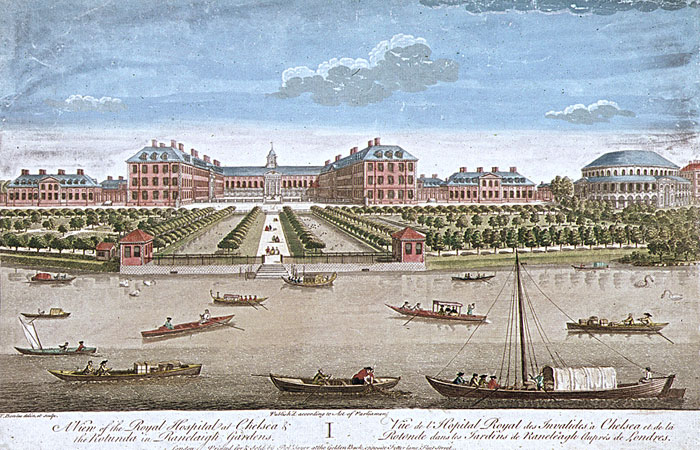
Вид на госпиталь со стороны Темзы (XVIII век).

Королевский госпиталь в Челси (Royal Hospital Chelsea) — инвалидный дом для престарелых бессемейных военнослужащих (от рядовых до фельдмаршалов), учреждённый указом Карла II в Челси в декабре 1681 г. по образу и подобию парижского Дома инвалидов. Строительство инвалидных домов в Челси и Гринвиче было поручено Кристоферу Рену. Работы продолжались до 1692 года. В 1809 году Джон Соун пристроил к инвалидному дому новое здание больницы, которое было разбомблено во время битвы за Британию и снесено. Об основателе госпиталя напоминает памятник Карлу II, который к 50-летнему юбилею царствования Елизаветы II был позолочен. «Челсийские пенсионеры» (англ.) (Chelsea pensioneers) носили красные камзолы и пользовались рядом привилегий. Они не выходили в отставку, что позволяло выплачивать им довольствие даже в глубокой старости. Число пенсионеров редко превышало три сотни. Последний приют они находили на кладбище при больничной церкви. Первая женщина среди подопечных госпиталя появилась только в 2009 году. По аналогичным принципам был организован Гринвичский госпиталь для моряков.

### Гринвичский госпиталь

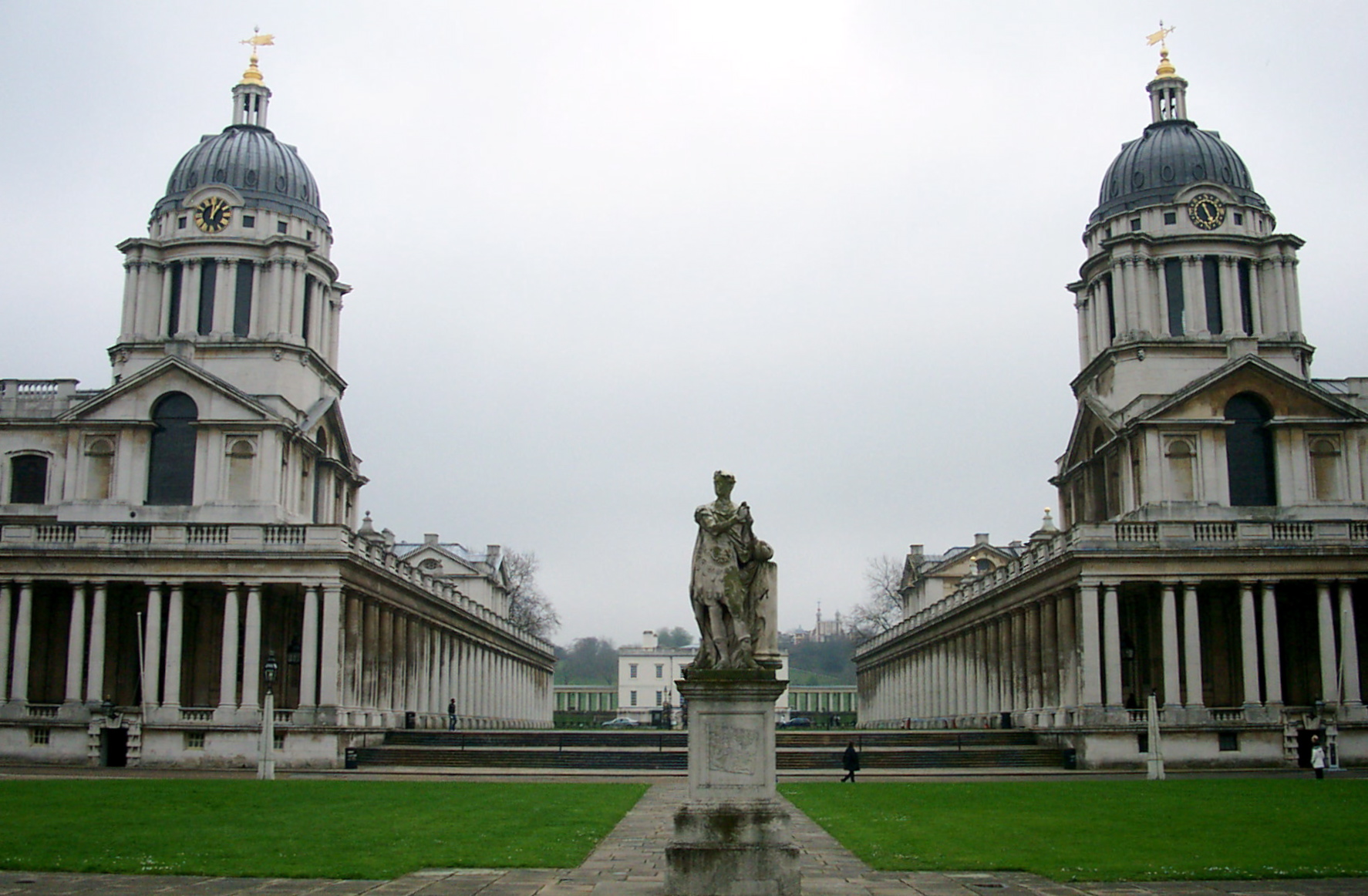
Гринвичский госпиталь.

Королевский военно-морской госпиталь (Royal Naval Hospital) — инвалидный дом, учреждённый на южном берегу Темзы в Гринвиче по инициативе английской королевы Марии II в 1694 году, после одного из сражений Войны за английское наследство, для призрения ветеранов британского флота. Как и военный госпиталь в Челси, флотский госпиталь в Гринвиче строился в 1696—1712 гг. по проекту Кристофера Рена под руководством его ассистента Николаса Хоксмура, в строительстве принимал участие также Джон Ванбру. На начальном этапе было возведено четыре здания, наречённых в честь королей Карла и Вильгельма, королев Марии и Анны. Строительство церкви при госпитале затянулось до 1742 года, причём после пожара она была основательно перестроена в 1779 году.
В 1869 году госпиталь был переведён из Гринвича в графство Саффолк. Постройки Рена было решено передать в ведение Королевского военно-морского колледжа, который занимал их с 1873 по 1998 годы. В 1997 году вместе с близлежащей Гринвичской обсерваторией здания госпиталя были объявлены ЮНЕСКО памятниками Всемирного наследия человечества. В настоящее время там размещается Национальный военно-морской музей.

## Виды госпиталей
На территории России различают:

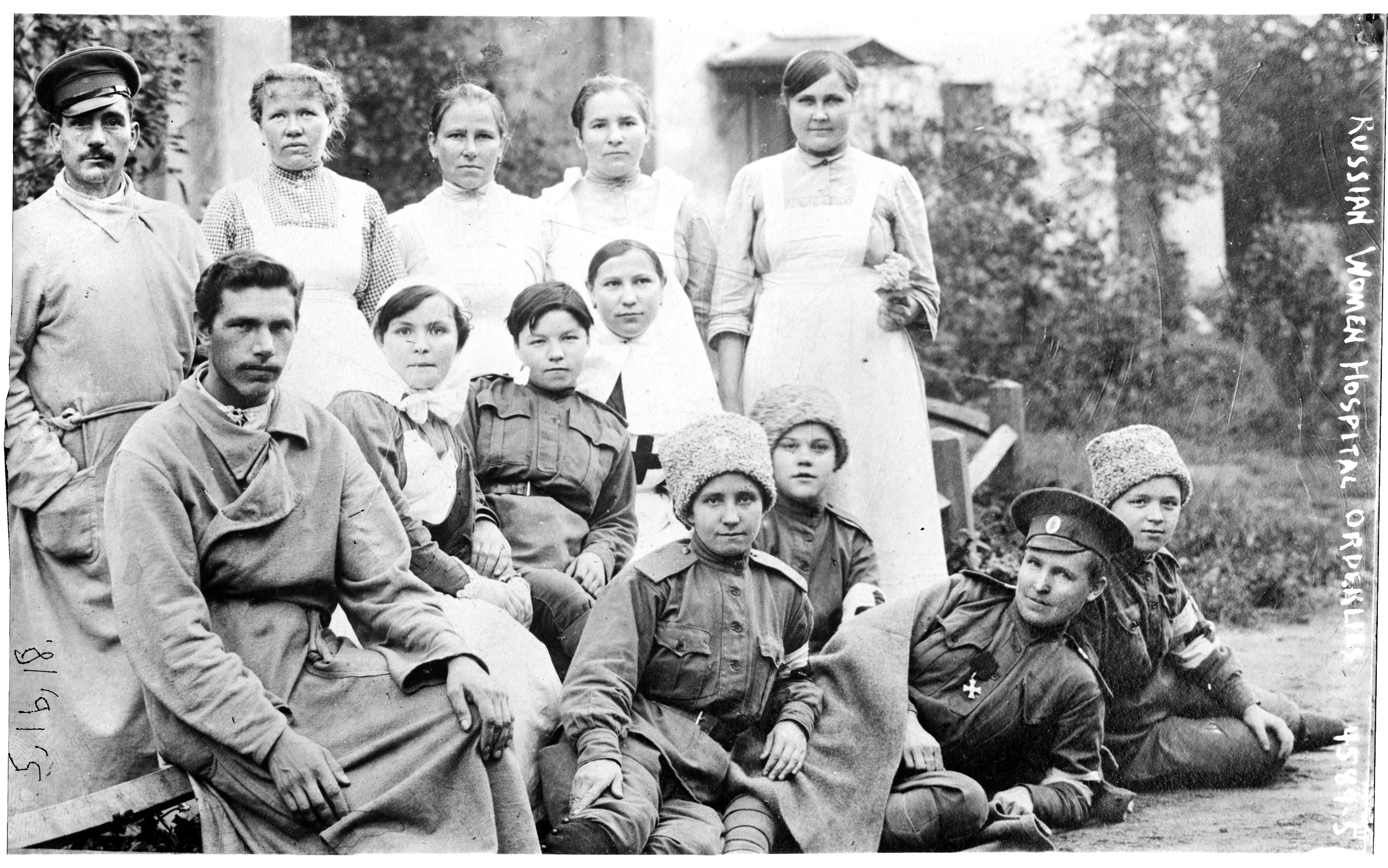
Персонал и выздоравливающие, русский военный госпиталь, Первая мировая война.

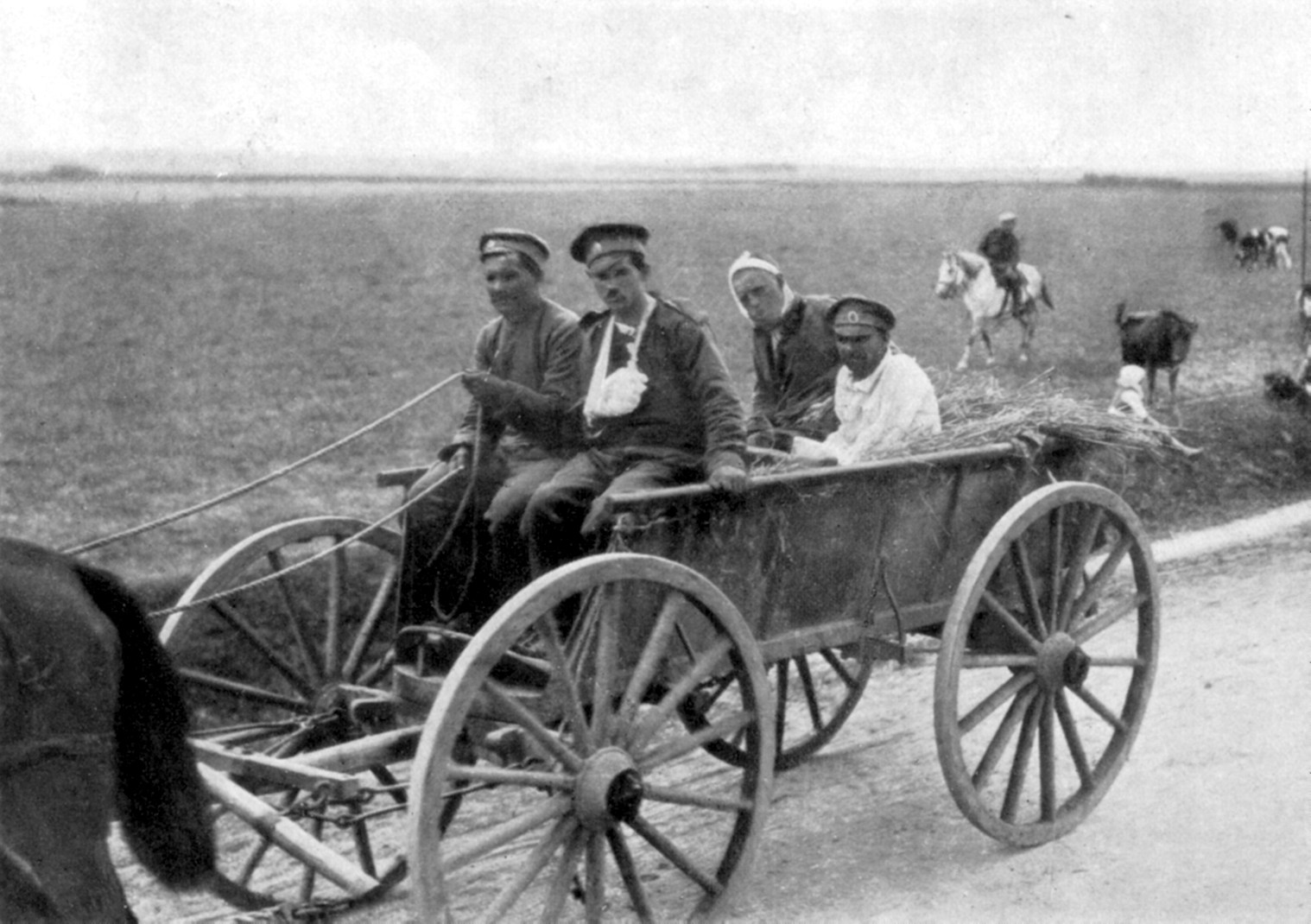
Доставка раненых в русский военный госпиталь, Первая мировая война

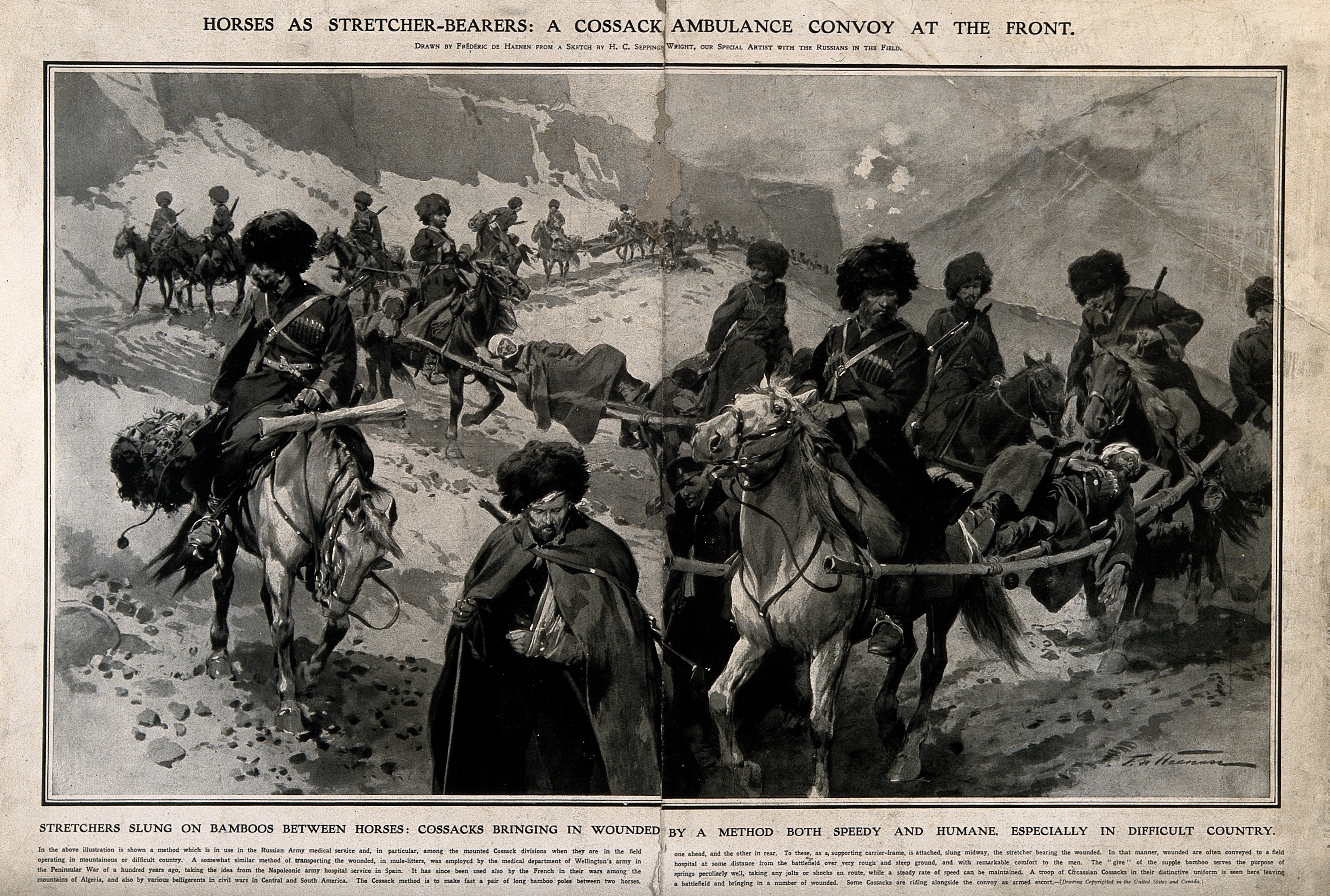
Фредерик де Ханен.Казаки переносят раненных на импровизированных носилках во время Первой мировой войны.

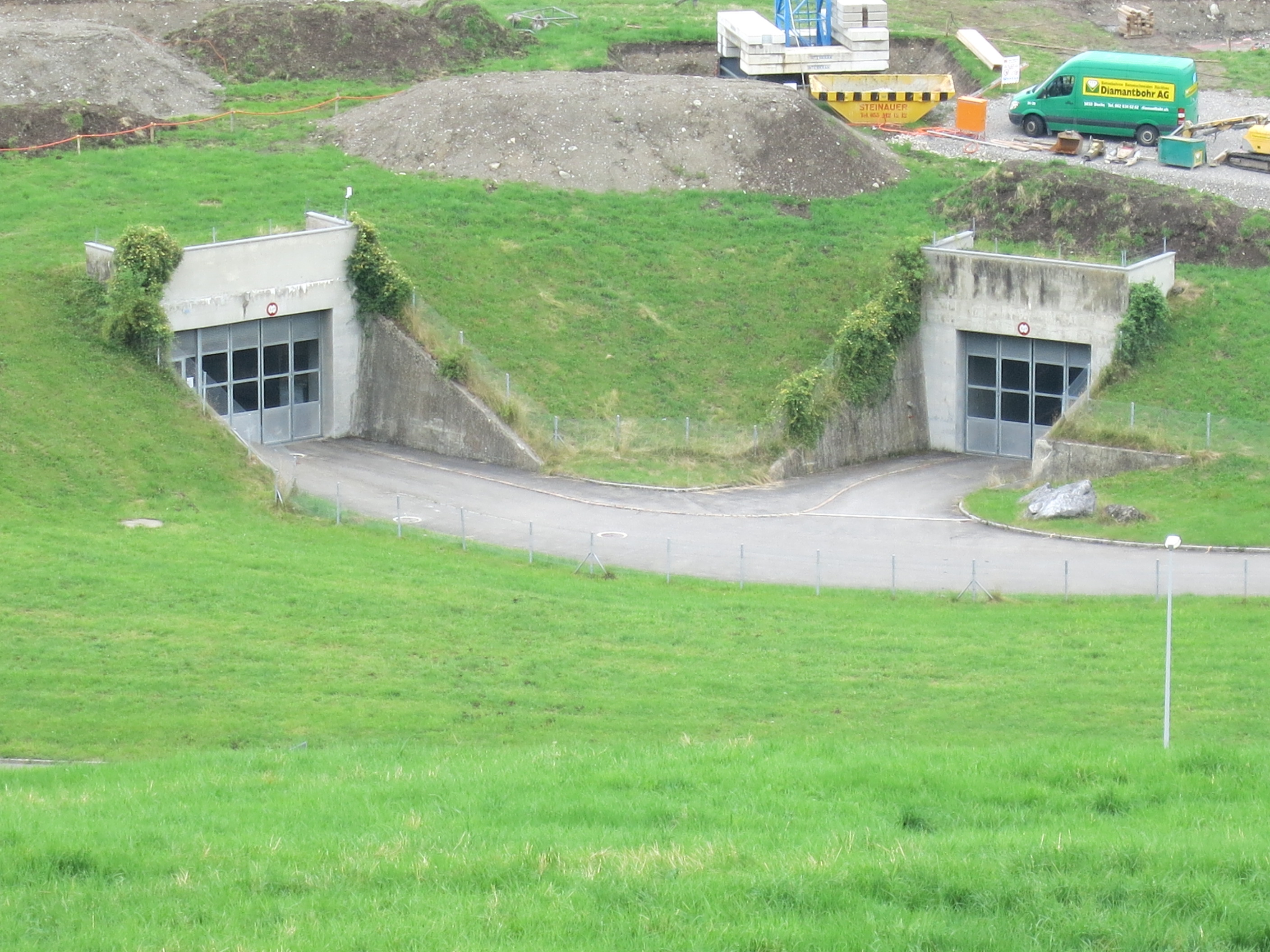
вход в швейцарский подземный военный госпиталь

- постоянные (работающие в мирное время) — предназначены для лечения военнослужащих кадрового состава ВС и членов их семей в мирное время; такие госпитали подразделяются на:
  - гарнизонные,
  - окружные,
  - видов вооружённых сил[6],
  - центральные,
  - реабилитационные госпитали-санатории[7],
  - госпиталь для ветеранов (войн)[8][9][10].

Организационно и структурно они не имеют принципиального отличия от многопрофильных больниц.
- формируемые в военное время (временные) — в количествах, зависящих от потребностей действующей армии и являющиеся этапом медицинской эвакуации; эти госпитали подразделяются:

- полевые передвижные госпитали (ППГ), могут быть в составе госпитальных баз армии или фронта:

многопрофильные;
хирургические;
терапевтические;
инфекционные;
для легкораненных;
сортировочные.
- эвакуационные госпитали (ЭГ)
- госпитальные суда/санитарные поезда (см. ниже)
- тыловые госпитали

В вооружённых силах и других «силовых» структурах, госпитали существуют на правах самостоятельных учреждений (войсковых частей).

### Плавучий госпиталь
См. Госпитальное судно

## Состав
- управление (штаб)
  - финансовый отдел
  - материально-технический отдел
- Терапевтическое отделение
- Хирургическое отделение
- Инфекционное отделение
- Поликлиническое отделение (амбулаторный приём пациентов узкими специалистами и ежегодное плановое амбулаторное обследование военнослужащих)
- Другие отделения по специализации, в том числе объединённые отделения.

## Иллюстрации военных госпиталей разных стран

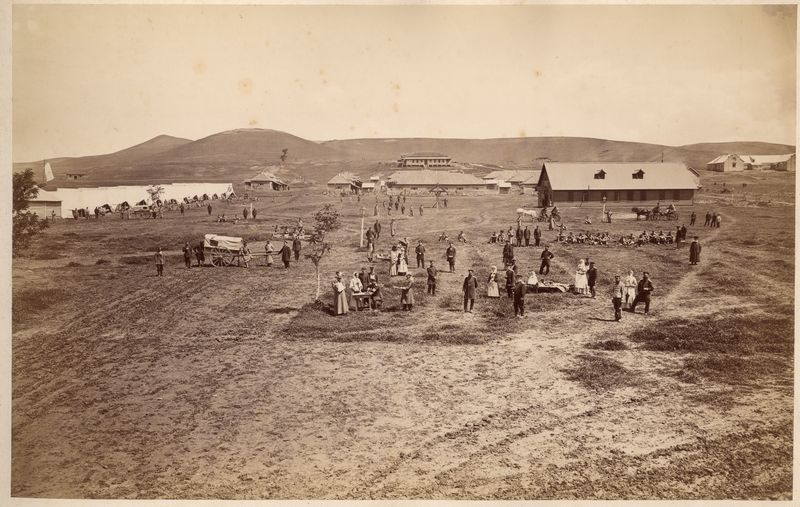
Полевой госпиталь, Тифлис.
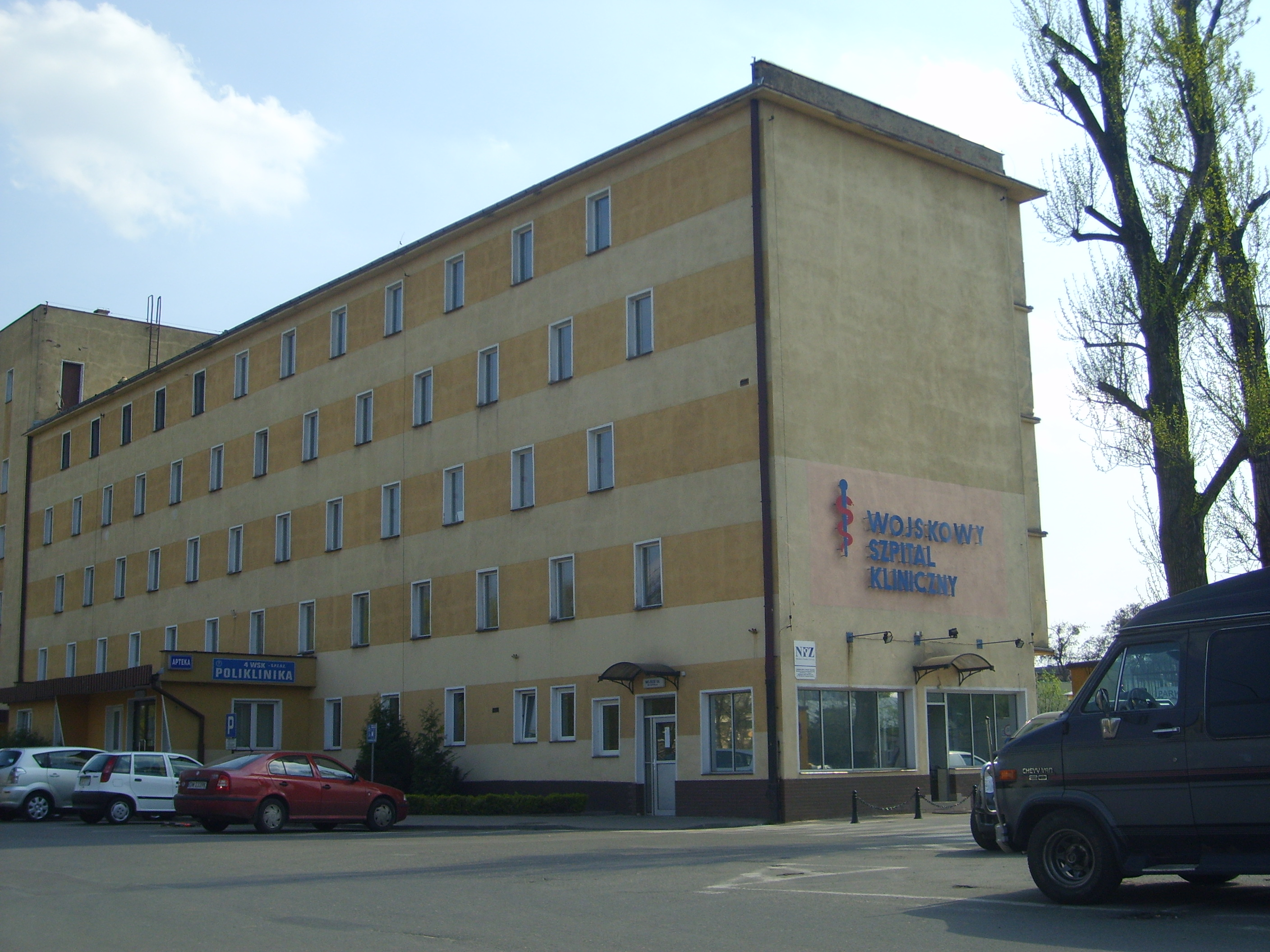
Военный клинический госпиталь во Вроцлаве /Польша/
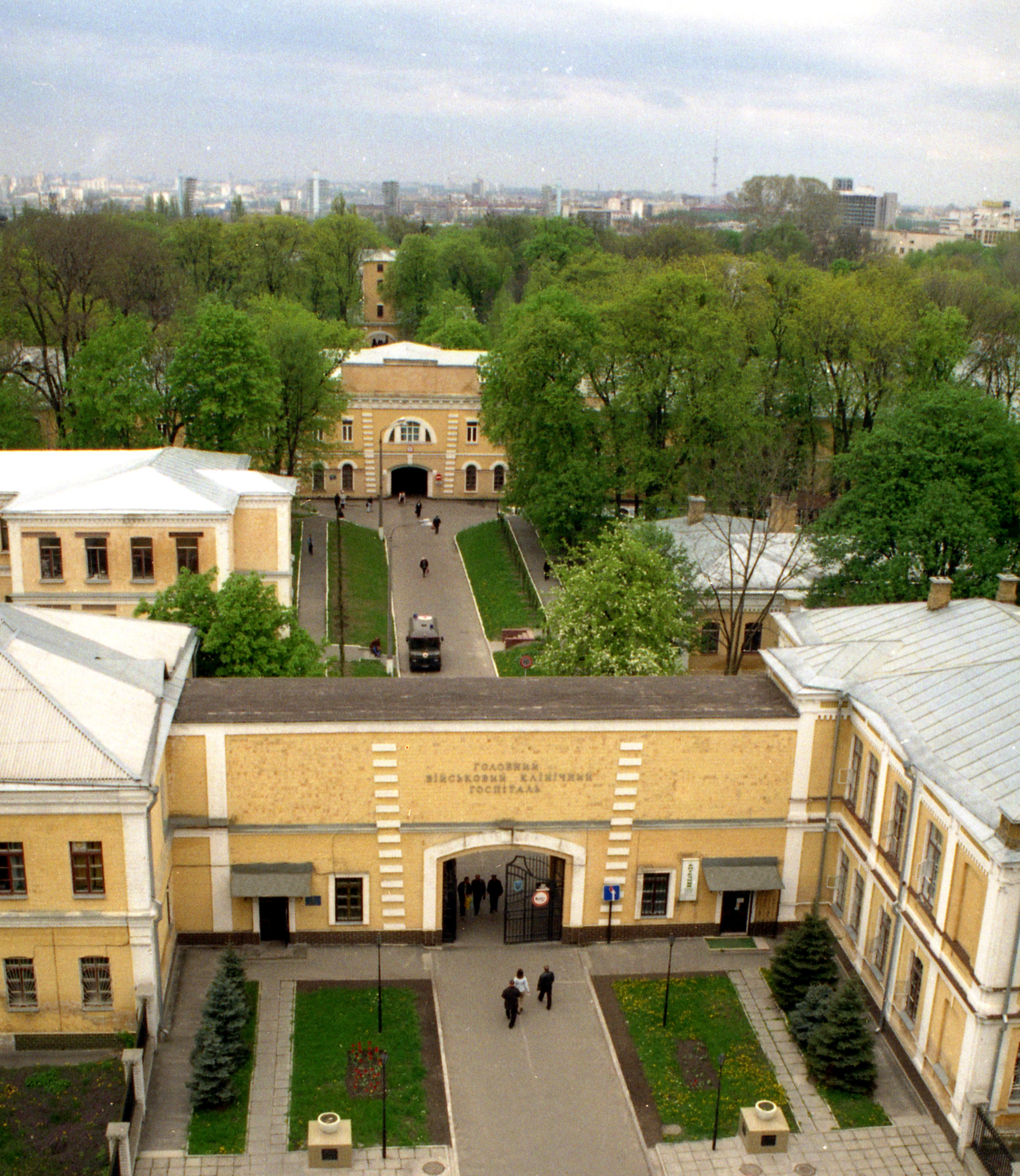
Центральный военный госпиталь в Киеве /Украина/
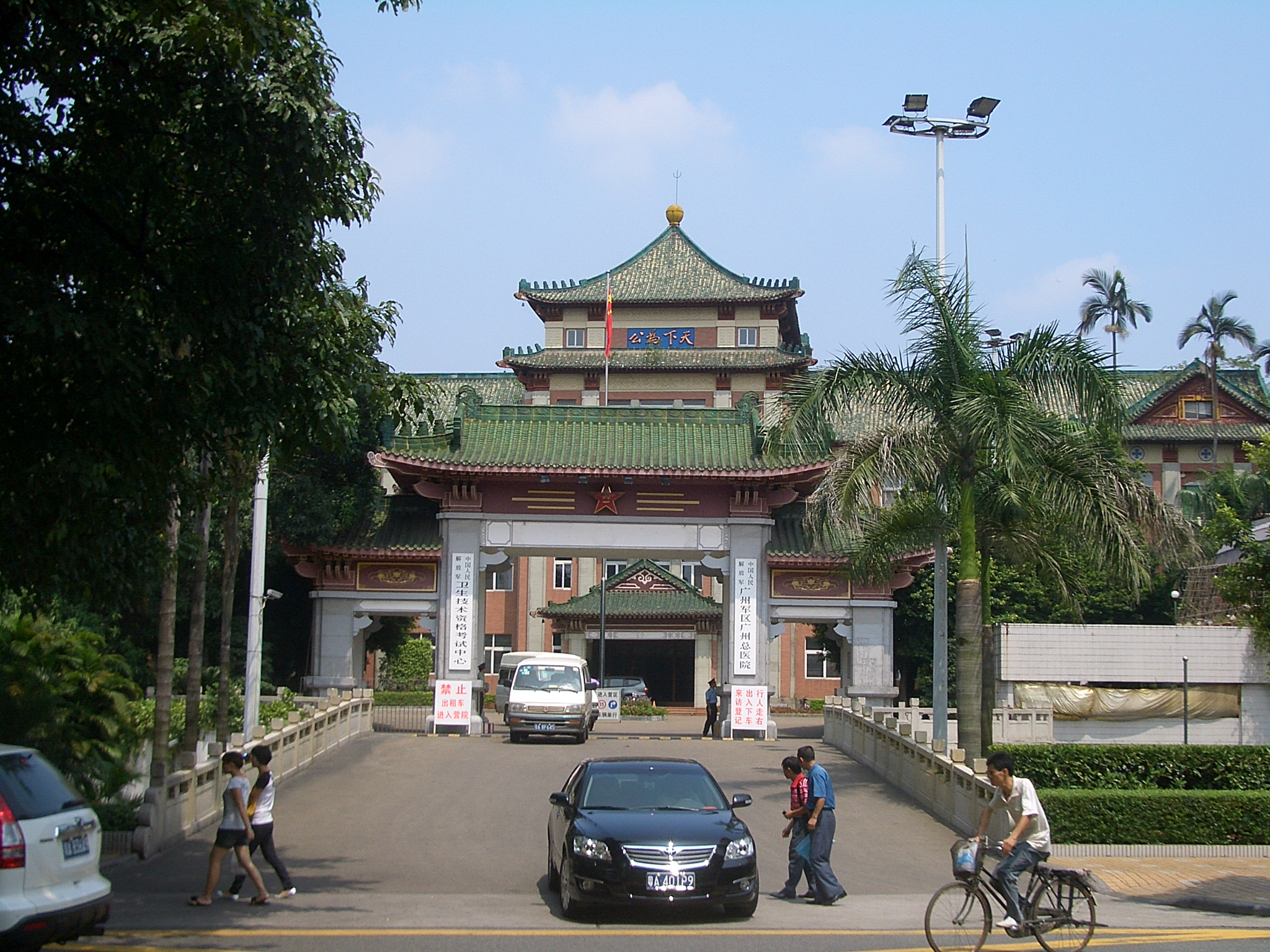
Военный клинический госпиталь в Гуанчжоу  /Китай/
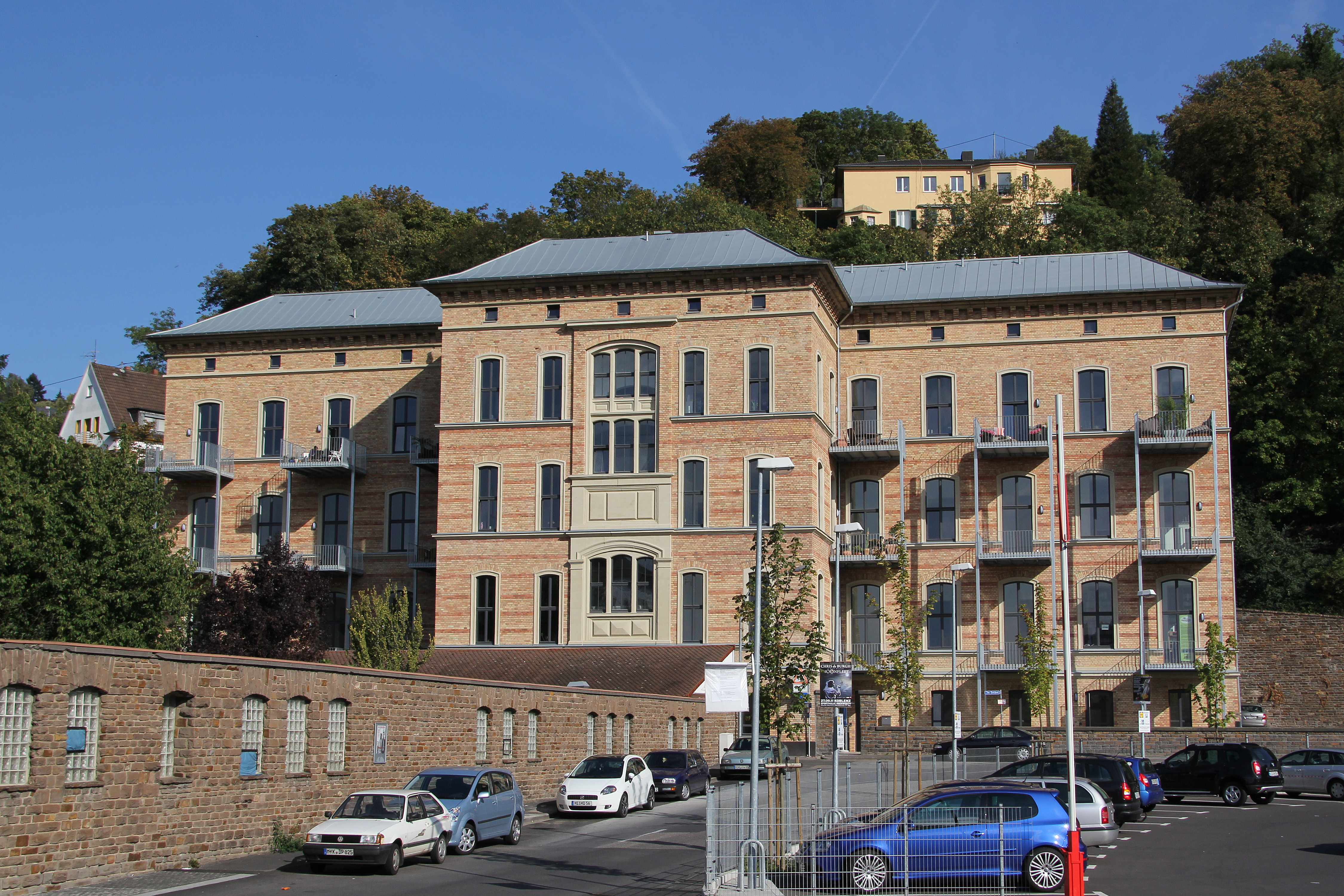
Военный госпиталь в Кобленце /Германия/